# Jugoslavenska komunistička historiografija
Jugoslavenska komunistička historiografija ili Jugokomunistička historiografija je pojam kojim se označava politički kontroliranu službenu historiografiju za vrijeme Socijalističke Jugoslavije.
Znanstvene metode u totalitarnom sustavu nisu bile u skladu objektivnim proučavanjem povijesti Drugoga svjetskog rata. Tko je sumnjao u spomenute teze jugokomunističke historiografije, platio je ili glavom ili gubitkom posla i položaja.
Povjesničari iz bivše države smatraju spoznaje iz današnjice revizionističkim koja isključivo vidi ondašnju historiografsku produkciju kao proizvod onog što označava ideologijom totalitarne Komunističke partije/Saveza komunista.
Optužuju povjesničare za nacionalizam i desničarenje.
Jugoslavenska historiografija je naglašavala pokret otpora pod komunističkim vodstvom. Izbacila je sve ostale vidove otpora koji su postojali. Prešućuje se često ili umanjuje način na kojeg KP izmanipulirala i eliminirala druge pokrete otpora. Prešućuje i kako je iskoristila partizanski pokret za nasilnu komunističku revoluciju.
Niz mitova na temelju komunističke propagande indoktrinacijom usađen je u svijest naraštaja tijekom obrazovanja u razdoblju do 1990. Svi oni koji su zastupali ideju o samostalnoj hrvatskoj državi predstavljali su problem konceptu jugoslavizma.

## Stanje nakon 20 godina od osamostaljenja Hrvatske
Važno povijesno razdoblje 2. svjetskog rata u Hrvatskoj nije ni od osamostaljenja 1990. cjelovito obrađeno niti je dobilo mjerodavno tumačenje i ocjenu, pa stoga postoji mnoštvo krajnje neznanstvenih gledišta o kojoj akademik Dobravno Jelčić kaže "Jugokomunistička historiografija" je imala jedan jedini cilj a to je diskreditirati pred europskom i svjetskom javnošću Hrvatsku, svaku Hrvatsku, bilo kakvu Hrvatsku i svako hrvatstvo kako više nikada nebi došlo do buđenja hrvatske državotvorne misli". I akademik Dušan Bilandžić tu je "znanost" kratko nazvao smećem.

## Primjeri iz Drugoga svj. rata
U svojem "znanstvenom" radu, jugokomunistička historiografija nastojala je činiti sljedeće
- prenapuhivanje brojeva žrtava bez statističkih i znanstvenih dokaza
- isticanje nekih datuma za događaje
- izmišljanje povijesnih događaja uz potkrepljivanje samo jednog svjedoka
- prešućivanje vlastitih nedjela i pripisivanje inih drugima

Primjeri:
- Jugokomunistička historiografija ukupne gubitke na području Jugoslavije u Drugom svjetskom ratu najčešće navodi s 1,7 milijuna poginulih. Ta brojka nikada nije potvrđena od demografskih stručnjaka. Polazeći od znatno nižeg nataliteta u ratu i uključivši protjerane Nijemace te prognane Albance i Turke, procjenjuje se da je između 1941. i 1945. u SFR Jugoslaviji moglo najviše biti milijun žrtava. Brojkom od 1,7 milijuna žrtava služio se i Tito da bi postigao što veću ratnu odštetu od Njemačke.[6]
- Jugokomunistička historiografija je pokolj u Bosanskom Grahovu 27. srpnja 1941. nazvala u doba socijalističke Jugoslavije i svečano obilježavala kao "ustanak naroda BiH" u Srb-u.
- Dan ustanka naroda Hrvatske
- Navodni pokolj u glinskoj crkvi je izmišljen i iskonstruiran u cilju optužbe zagrebačkog nadbiskupa Alojiza Stepinca, pa je zato "jedini" preživjeli svjedok Ljuban Jednjak svjedočio na suđenju. Izmišljeni događaj je bio sastavni (dogovoreni) dio strategije poslijeratnih Komisija za istraživanje zločina okupatora i njihovih pomagača. Shema svih zločina od uvijek jednog preživjelog do jednog "poštenog Hrvata" koji se je pobunio.[7]
- Jasenovački mit.[8]
- Zaslugu za povratak Istre u okrilje Hrvatske Titovi komunisti su pripisivali sebi. Međutim Katolička je crkva u uvjetima talijanizacije uspjela sačuvati hrvatski identitet Istre i Kvarnerskih otoka. Posebnu zaslugu ima velečasni Božo Milanović, koji je prije prihvaćanja sporazuma u Parizu 1948. priložio nepobitan dokaz - etničku kartu - prema kojoj su Hrvati bili većina na tom području.[6]

## Vanjske poveznice
- Biblioteka "Hrvatska Povijest"`
- Izvješćaj za Foreign Office urudžbiran 16. lipnja 1945   Arhivirana inačica izvorne stranice od 11. travnja 2017. (Wayback Machine)
- Hrvatski centar za istraživanje zločina komunizma[neaktivna poveznica]